# Mitrowica
Mitrowica, Kosowska Mitrowica (alb. Mitrovica, Mitrovicë; serb. Митровица, Mitrovica, Косовска Митровица, Kosovska Mitrovica; w latach 1982–1991 Titova Mitrovica) – miasto w północnym Kosowie, u ujścia rzeki Sitnicy do rzeki Ibar, siedziba administracyjna regionu Mitrowica. Ośrodek przemysłu tytoniowego i drzewnego; ruiny twierdzy Zvečan z XII wieku. Miasto podzielone jest między Albańczyków a Serbów – granicę stanowi rzeka Ibar. Obie części liczą łącznie ok. 110 tys. mieszkańców. W mieście znajduje się Uniwersytet Prisztiński, uczelnia uchodźców serbskich z Prisztiny.

## Zamieszki w 2004
17 marca 2004 roku po śmierci dwóch albańskich chłopców, na skutek plotki, o tym że utopili ich Serbowie, w mieście wybuchły zamieszki na tle etnicznym. Po tym incydencie w wyniku eskalacji konfliktu, w Kosowie zginęło co najmniej 28 Serbów, a ponad dwa tysiące zostało przepędzonych ze swoich domów. Spalono lub zdewastowano 35 cerkwi.

## Zamieszki w 2008
Po jednostronnym ogłoszeniu przez Kosowo niepodległości, w Mitrowicy doszło do zamieszek. 14 marca grupa około 300 Serbów, zajęła budynek sądu ONZ, wywieszając na nim sztandar Serbii, zamiast flagi Narodów Zjednoczonych. 17 marca siły ONZ (UNMIK) odbiły sąd, zatrzymując 53 Serbów. W momencie, gdy wyprowadzano ich z budynku, ochraniający go od zewnątrz polscy policjanci zostali obrzuceni kamieniami, granatami i ładunkami wybuchowymi domowej roboty. Część Serbów (ponad dwudziestu) została uwolniona. W tym samym czasie pobliski posterunek milicji ukraińskiej został obrzucony granatami i ostrzelany z broni maszynowej. Z pomocą policjantom przyszli żołnierze z francuskiego kontyngentu KFOR, Serbowie obrzucili ich granatami i koktajlami Mołotowa. W wyniku zamieszek zginął 1 ukraiński milicjant, rannych zostało 63 policjantów i żołnierzy sił pokojowych (w tym 28 Polaków, spośród 50 biorących udział w akcji, 20 Francuzów i 14 Ukraińców) oraz blisko 70 Serbów.
Po zamieszkach policja wchodząca w skład sił ONZ została wycofana z miasta, w którym pozostały oddziały KFOR.

## Współpraca
Kumanowo
 San Cristóbal